# Echternach (kanton)
Echternach (luxemburgiska: Iechternach) är en kanton i östra Luxemburg i distriktet Grevenmacher. Huvudorten är Echternach.
Echternach har en total area på 185,54 km² och år 2016 hade Echternach 18 007 invånare.

## Kommuner
Kantonen har 8 kommuner. Folkmängden är uppdaterad 2016.
1. Beaufort (2 545)
2. Bech (1 231)
3. Berdorf (1 931)
4. Consdorf (1 902)
5. Echternach (5 249)
6. Mompach (1 283)
7. Rosport (2 222)
8. Waldbillig (1 644)